# Acetato di zinco
L'acetato di zinco è il sale di zinco dell'acido acetico di formula (CH3COO)2Zn.
A temperatura ambiente si presenta come un solido biancastro dall'odore tenue di acido acetico; generalmente cristallizza come diidrato difficilmente solubile in acqua.

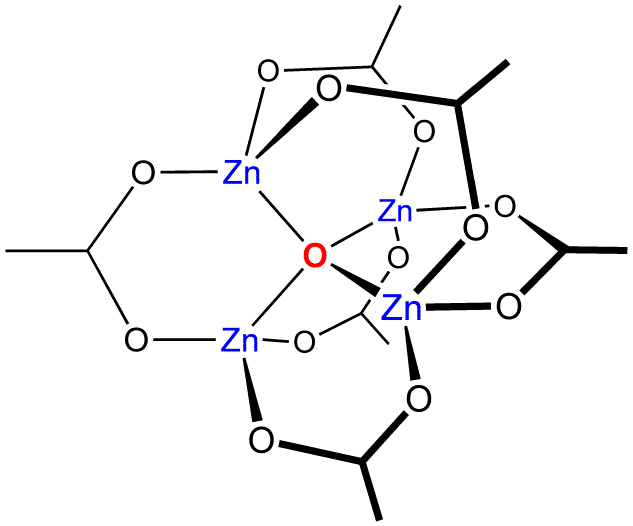
Acetato basico di zinco, un cluster del sale